# Olympische Sommerspiele 2020/Teilnehmer (Eritrea)
| Gelbes Symbol für Goldmedaillen mit stilisierten Olympischen Ringen | Graues Symbol für Silbermedaillen mit stilisierten Olympischen Ringen | Braundes Symbol für Bronzemedaillen mit stilisierten Olympischen Ringen |
| ------------------------------------------------------------------- | --------------------------------------------------------------------- | ----------------------------------------------------------------------- |
| —                                                                   | —                                                                     | —                                                                       |

Eritrea nahm an den Olympischen Spielen 2020 in Tokio mit 13 Sportlern in drei Sportarten teil. Es war die insgesamt sechste Teilnahme an Olympischen Sommerspielen.

## Teilnehmer nach Sportarten

### Leichtathletik
Laufen und Gehen 
| Athleten             | Wettbewerb       | Runde 1      | Runde 1 | Halbfinale | Halbfinale | Finale        | Finale        | Rang          |
| Athleten             | Wettbewerb       | Zeit         | Rang    | Zeit       | Rang       | Zeit          | Rang          | Rang          |
| -------------------- | ---------------- | ------------ | ------- | ---------- | ---------- | ------------- | ------------- | ------------- |
| Frauen               |                  |              |         |            |            |               |               |               |
| Rahel Daniel         | 5000 m           | 15:02,59 min | 8       | —          | —          | ausgeschieden | ausgeschieden | ausgeschieden |
| Dolshi Tesfu         | 10.000 m         | —            | —       | —          | —          | 31:37,98 min  | 15            | 15            |
| Kokob Solomon        | Marathon         | —            | —       | —          | —          | DNF           | DNF           | DNF           |
| Nazret Weldu         | Marathon         | —            | —       | —          | —          | 2:37:01 h     | 43            | 43            |
| Männer               |                  |              |         |            |            |               |               |               |
| Aron Kifle           | 10.000 m         | —            | —       | —          | —          | 28:04,06 min  | 12            | 12            |
| Yemane Haileselassie | 3000 m Hindernis | 8:14,63 min  | 5       | —          | —          | 8:15,34 min   | 5             | 5             |
| Yohanes Ghebregergis | Marathon         | —            | —       | —          | —          | 2:15:34 h     | 22            | 22            |
| Goitom Kifle         | Marathon         | —            | —       | —          | —          | 2:13:22 h     | 14            | 14            |
| Oqbe Kibrom Ruesom   | Marathon         | —            | —       | —          | —          | 2:16:57 h     | 35            | 35            |

### Radsport

#### Straße
| Athleten                | Wettbewerb       | Zeit         | Rang |
| ----------------------- | ---------------- | ------------ | ---- |
| Frauen                  |                  |              |      |
| Mossana Debesay         | Straßenrennen    | DNF          | –    |
| Männer                  |                  |              |      |
| Amanuel Ghebreigzabhier | Straßenrennen    | 6:15:38 h    | 50   |
| Merhawi Kudus           | Straßenrennen    | 6:16:53 h    | 55   |
| Amanuel Ghebreigzabhier | Einzelzeitfahren | 1:03:22,80 h | 33   |

### Schwimmen
| Athleten      | Wettbewerb    | Vorlauf | Vorlauf | Halbfinale    | Halbfinale    | Finale        | Finale        | Rang |
| Athleten      | Wettbewerb    | Zeit    | Rang    | Zeit          | Rang          | Zeit          | Rang          | Rang |
| ------------- | ------------- | ------- | ------- | ------------- | ------------- | ------------- | ------------- | ---- |
| Männer        |               |         |         |               |               |               |               |      |
| Ghirmai Efrem | 50 m Freistil | 23,94 s | 46      | ausgeschieden | ausgeschieden | ausgeschieden | ausgeschieden | 46   |